# 드라마 데스크상
드라마 데스크상(Drama Desk Award)은 미국의 연간 연극상이다. 드라마 데스크에서 주관하며 1955년에 첫 시상을 했다. 브로드웨이, 오프 브로드웨이, 오프 오프 브로드웨이 작품들의 탁월한 업적에 대해 수상한다. 1968년-1969 시즌에는 브로드웨이 작품들이 제외됐다.

## 같이 보기
- 토니상
- 오비상